# Сабанђа (Тулћа)
Сабанђа (рум. Sabangia) насеље је у Румунији у округу Тулћа у општини Сарикиој. Oпштина се налази на надморској висини од 5 m.

## Становништво
Према подацима из 2002. године у насељу је живело 626 становника, од којих су сви румунске националности.